# Stadtkirche Stolpen

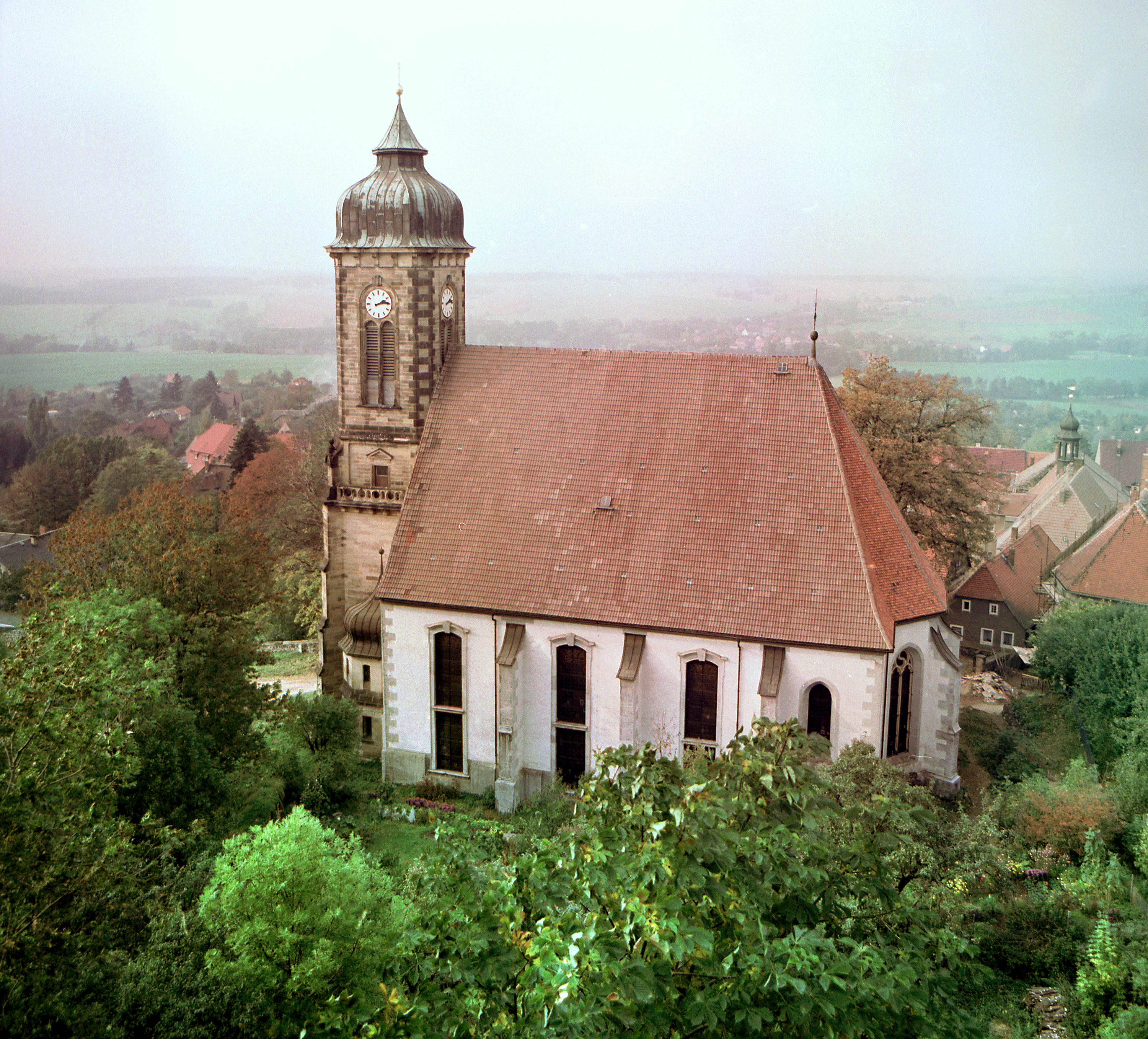
Stolpen Stadtkirche

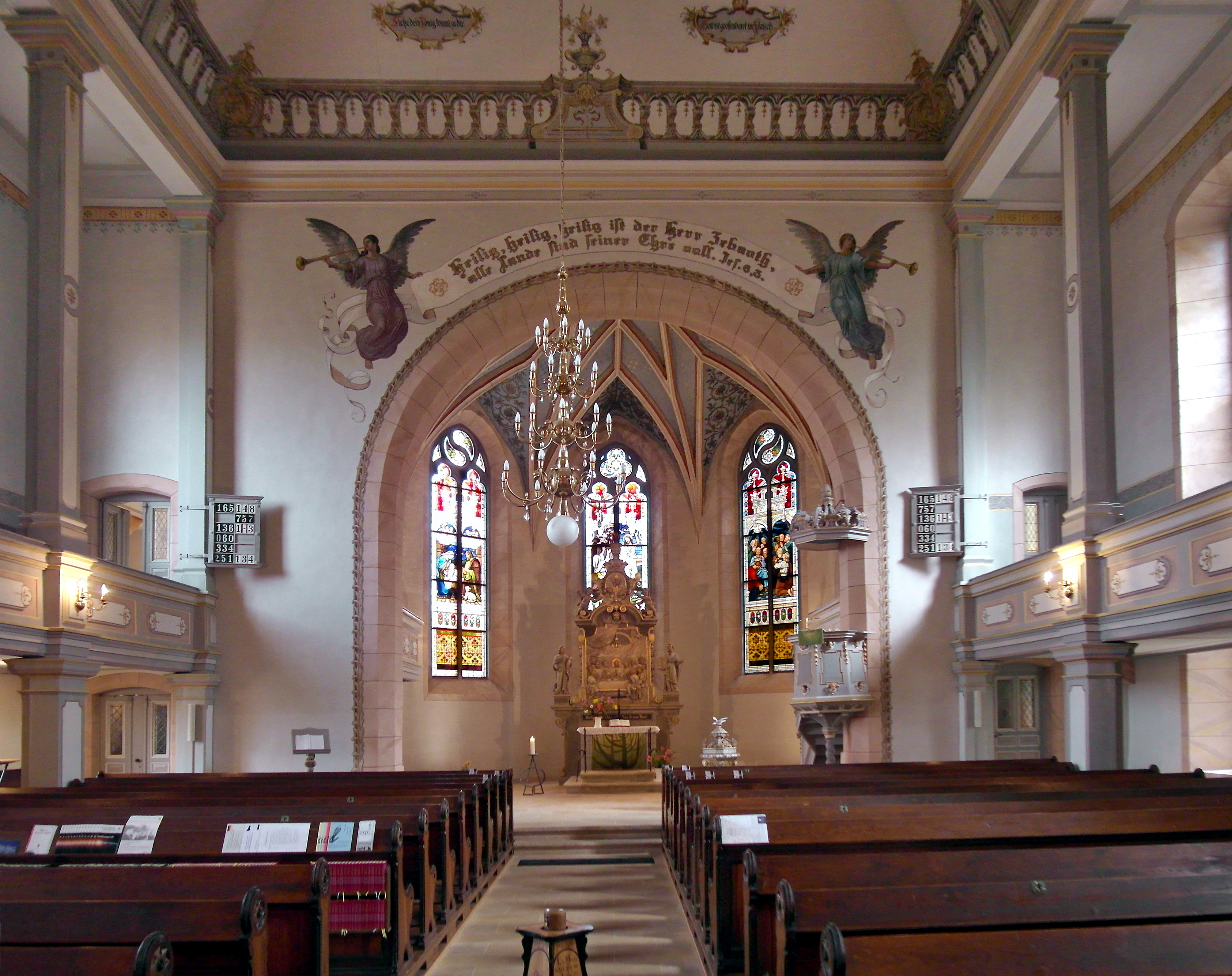
Blick zum Altar

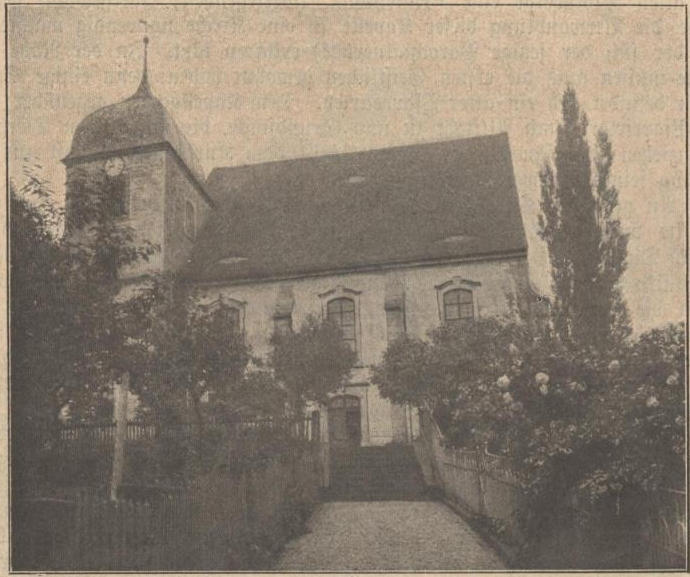
Kirche mit dem alten Turm

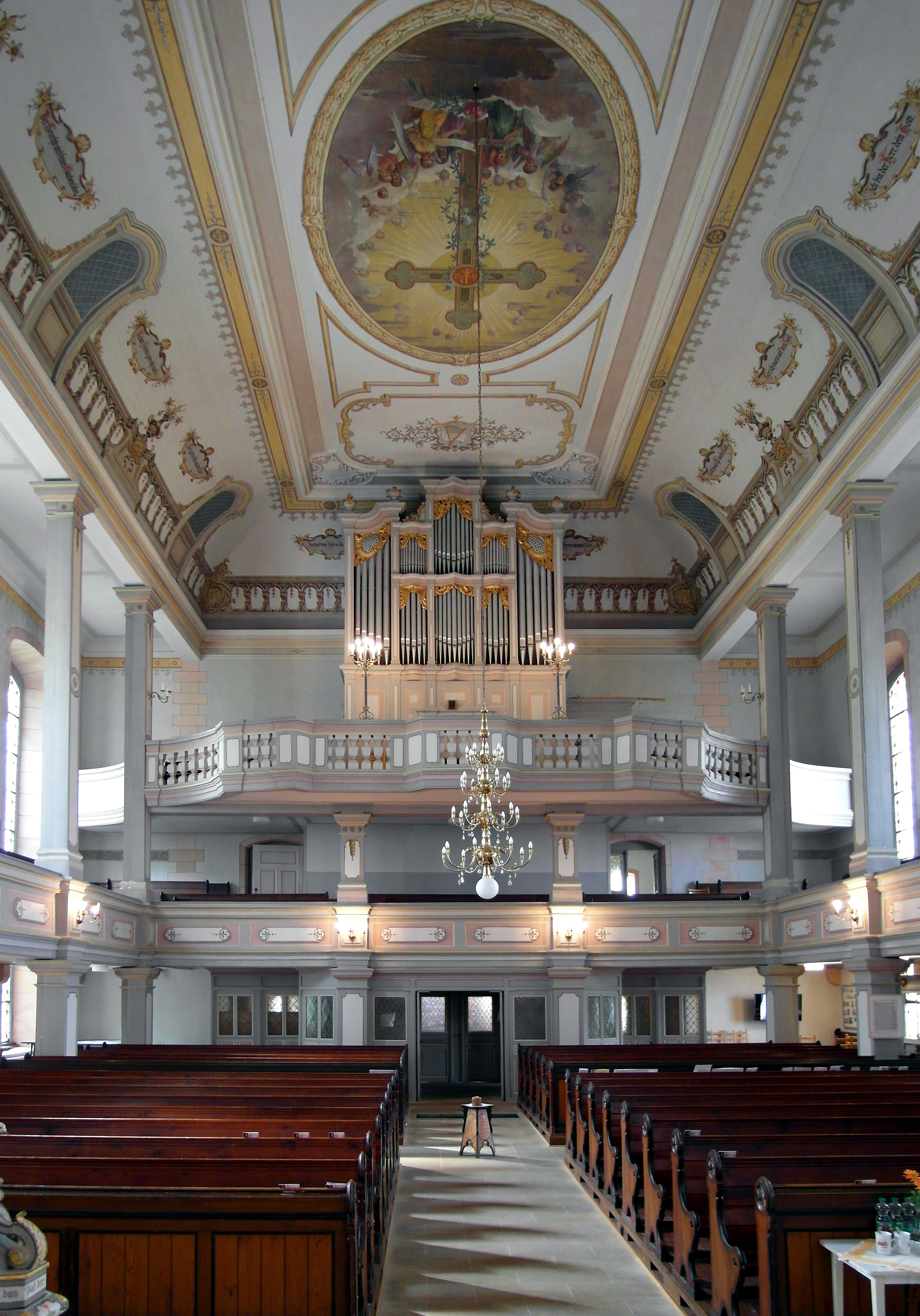
Innenansicht nach Westen

Die evangelische Stadtkirche Stolpen ist eine im Kern gotische, barockisierte Emporenhalle in Stolpen im Landkreis Sächsische Schweiz-Osterzgebirge in Sachsen. Sie gehört zur Kirchengemeinde Stolpener Land im Kirchspiel Osterzgebirge der Evangelisch-Lutherischen Landeskirche Sachsens.

## Geschichte und Architektur
Die Stadtkirche Stolpen ist ein dreischiffiger, von Strebepfeilern umgebener Bau mit stark eingezogenem, dreiseitig geschlossenem Chor und Satteldach. Sie wurde durch einen Hussiteneinfall von 1429 und durch Brände in den Jahren 1471 und 1489 sowie im Dreißigjährigen Krieg zerstört und danach jeweils im Zeitstil wiederhergestellt. Ein umfangreicher Wiederaufbau in barockem Stil erfolgte nach einem Brand im Jahr 1723.
Der Chor wird von einfachen Maßwerkfenstern, das Schiff von Korbbogenfenstern erhellt. Der quadratische Turm im Westen wird von zwei kleinen runden Treppentürmen flankiert und ist mit geschweifter Haube bekrönt. Das Innere ist geprägt von der reichen illusionistischen, neubarocken Ausmalung, die aus dem Jahr 1898 stammt. Der breite Saal ist mit Spiegelgewölbe geschlossen und durch Triumphbogen vom Chor abgetrennt, der mit einem farbig ausgestalteten Sterngewölbe geschlossen ist. Eingeschossige Emporen finden sich an der Nord- und Südseite, im Westen sind die Emporen zweigeschossig, an der Chornord- und -südseite sind Logen eingebaut. Die Chorfenster sind mit farbigen Glasmalereien aus dem 19. Jahrhundert versehen, die von der Glasmalereianstalt Bruno Urban aus Dresden angefertigt wurden. Im Jahr 1983 wurde die Ausmalung farblich aufgefrischt.

## Ausstattung
Hauptstück der Ausstattung ist ein barocker Sandsteinaltar, der auf das Jahr 1770 datiert ist. Im Hauptfeld findet sich ein Relief mit einer Darstellung des Abendmahls, seitlich vollplastische Figuren von Moses und dem Evangelisten Johannes. Die reich geschnitzte und farbig gefasste hölzerne Taufe, die Kanzel und das Lesepult stammen aus der Zeit um 1730. Ein biedermeierliches Grabmal in Säulenform, zwei Sandsteingrabplatten aus der Zeit der Renaissance vor der Kirche und sieben abgedeckte historische Grabmale hinter der Kirche sind auf dem Gelände des ehemaligen Kirchhofs zu finden.

## Orgel
Die Orgel ist ein Werk von Eule Orgelbau aus dem Jahr 1900 mit 23 Registern auf zwei Manualen und Pedal. Der Orgelprospekt wurde von Johann Christian Pfennig im Jahr 1756 geschaffen. Die Disposition lautet wie folgt:
| I Hauptwerk C–f3 |       |
| Bordun           | 16′   |
| Prinzipal        | 8′    |
| Rohrflöte        | 8′    |
| Gemshorn         | 8′    |
| Dolce            | 8′    |
| Gamba            | 8′    |
| Oktave           | 4′    |
| Quinte           | 2 ⁄3′ |
| Oktave           | 2′    |
| Mixtur IV        |       |

| II Oberwerk C–f3 |    |
| Prinzipal        | 8′ |
| Gedeckt          | 8′ |
| Vox Coelestis    | 8′ |
| Prinzipal        | 4′ |
| Rohrflöte        | 4′ |
| Waldflöte        | 2′ |
| Sesquialtera II  |    |
| Zimbel III       | 1′ |

| Pedal C–d1   |     |
| Prinzipalbaß | 16′ |
| Subbaß       | 16′ |
| Flötenbaß    | 16′ |
| Oktavbaß     | 8′  |
| Choralbaß    | 4′  |

- Koppeln: II/I, I/P, II/P
- Nebenregister und Spielhilfen: Tutti, Mezzoforte